# Skylanders
Skylanders var en spelserie som publicerades av Activision. Spelserien använde sig av samlarfigurer som kommunicerade med spelen via närfältskommunikation. Spelen handlar om att besegra en ond karaktär vid namn Kaos som dyker upp i alla sex Skylanders-spel.

## Elementklasser
I alla Skylanders-spel är alla Skylanders indelade i elementen: luft, liv, odöd, jord, eld, vatten, magi, teknologi, ljus och mörker. Elementen ljus och mörker tillfördes i det fjärde spelet.

## Elementportar

Skylanders Spyro´s Adventure-karaktärer är märkta med färgen grön på undersidan av samlarobjektet. Skylanders-exempel på bilden: Series 1 Whirlwind.

I de flesta spelen i serien finns det "elementportar". De används mest för att samla collectibles och kan bara öppnas av skylanders med samma element som porten tillhör.

### Skylanders: Spyro´s Adventure - Skylanders: Swap force

Skylanders Giants-karaktärer är märkta med färgen orange på undersidan av samlarobjektet. Skylanders exempel på bilden: Series 2 Chop Chop.

Från och med Skylanders: Spyro´s Adventure fram till Skylanders: Swap force kan skylanderstypen "core Skylanders" öppna portarna. I Skylanders: Giants och Skylanders: Swap Force kan även skylanderstypen "jättar" öppna portarna.

#### Dubbla elementportar

Skylanders Swap Force-karaktärer är märkta med färgen blå på undersidan av samlarobjektet. Skylanders-exempel på bilden (från vänster till höger): Doom Stone och Slobber Tooth.

I Skylanders: Swap Force läggs det även till portar som kallas för "dubbla elementportar". Dessa kräver 2 elementklasser. Det finns 2 olika spelsätt att öppna dem på. Antingen kan man välja att koppla 2 spelkontroller till spelkonsolen för att spela som antingen 2 core skylanders eller 2 jättar eller 1 core skylander och 1 jätte. Oavsett vilken kombination av alla de olika skylandersvalen man väljer att agera måste de vara indelade i en av de två behövliga elementen för att ta sig innanför porten. Eller så spelar man som minst en av skylanderstypen "swap force" där både underkroppen och överkroppen måste vara indelade i en av de två behövliga elementen för att ta sig innanför porten.

##### Skylanders: Trap Team

Skylanders Trap Team-karaktärer är märkta med färgen röd på undersidan av samlarobjektet. Skylanders-exempel på bilden: Wildfire.

I Skylanders: Trap team ändras funktionen på elementportar ingenting. De kan bara öppnas av skylanders med samma element som porten tillhör. Dock kan core skylanders inte längre öppna portarna. De enda som kan öppna portarna är skylanderstypen "trap masters".

###### Skylanders: Superchargers - Skylanders: Imaginators

Skylanders Superchargers-karaktärer är märkta med någonting elementrelaterat på basen själva figuren står på som t.ex. plast som är formad som och även ska efterlikna jord. Farkoster märks med ett utformat element + rörliga delar som t.ex. flaxande vingar eller hjul som kan rulla. Skylanders-exempel på bilden (den längst till vänster): Shark Shooter Terrafin. farkost-exempel på bilden (från den i mitten till den längst till höger): Shield Striker och Jet Stream.

Det finns inga elementportar i Skylanders: Superchargers. Där är det mera fokus på farkoster. Farkosterna är båtar, bilar och flygplan och det finns speciella uppdrag i spelet för farkosterna. Det finns undervattensuppdrag där man måste ha en båt, det finns raceuppdrag där man måste använda en bil och det finns flyguppdrag där man måste använda ett flygplan. Även om det inte finns elementportar så finns det dock en enda "elementzon" i hela spelet som lokaliseras i Skylandersakademin. Den finns där för att bland annat testa farkoster. Det finns bara en av den i spelet till skillnad från elementportar som det finns flera av i de andra spelen i serien. På ett skepp eller vid elementzonen så möts man av en npc vid namn Grizzo som i den svenskdubbade versionen säger "Jag hälsar dig, Skylander! Jag är Grizzo den gigantiska greeblen. Mystisk mästare över elementkonst och samhällsvetenskap. Den här platsen är mycket speciell. Bara för farkoster, men deras element måste också matcha. I Skylanders: Imaginators byts namnet elementport ut till "senseirike" som fungerar på samma sätt som elementportar. Bara Skylanderstypen "senseis" med matchande element som riket tillhör kan öppna dem. Det finns ett senseirike per element.

## Vilka Skylanders fungerar i vilka spel?

Skylanders Imaginators karaktärer är märkta med en oktagon som bas. Skylanders-exempel på bilden: Aurora

Alla skylanders från Skylanders Spyro´s Adventure, Skylanders Giants, Skylanders Swap Force, Skylanders Trap Team, Skylanders Superchargers och Skylanders Imaginators Funkar i Skylanders Imaginators.
Alla skylanders från Skylanders Spyro´s Adventure, Skylanders Giants, Skylanders Swap Force, Skylanders Trap Team och Skylanders Superchargers funkar i Skylanders Superchargers.
Alla skylanders från Skylanders Spyro´s Adventure, Skylanders Giants, Skylanders Swap Force och Skylanders Trap Team funkar i Skylanders Trap Team.
Alla skylanders från Skylanders Spyro´s Adventure, Skylanders Giants och Skylanders Swap Force funkar i Skylanders Swap Force
Alla skylanders från Skylanders Spyro´s Adventure och Skylanders Giants funkar i Skylanders Giants.
Alla skylanders från Skylanders Spyro´s Adventure funkar i Skylanders Spyro´s Adventure.

## Alla spel i serien
- 2011 - Skylanders: Spyro´s Adventure
- 2012 - Skylanders: Giants
- 2013 - Skylanders: Swap Force
- 2014 - Skylanders: Trap Team
- 2015 - Skylanders: SuperChargers
- 2016 - Skylanders: Imaginators

## Liknande koncept som Skylanders
- Amiibo – spelfigurer/samlarfigurer från Nintendo som kan användas i diverse Nintendo-spel
- Disney Infinity – spel som använder liknande koncept, fast med disney´s karaktärer[1]

## Skylanders Academy
Skylanders Academy är en animerad tv-serie från 2016–2018 producerad av TeamTO och Activision Blizzard Studios baserad på spelserien Skylanders. Serien publicerades på Netflix och fick totalt tre säsonger. Alla säsonger blev dubbade till bland annat svenska.